# Bhutan House
Bhutan House (Bhutan  Durbar) ist ein Anwesen in Kalimpong, Westbengalen, Indien, welches der Familie Dorji aus Bhutan gehört. Das Anwesen mit seinem Dzong (Schloss) ist traditionell das administrative Zentrum für den Süden von Bhutan und diente auch als administratives Zentrum für den ganzen Westen Bhutans während der frühen Jahre der Herrschafts-Konsolidierung im Königreich. Schon in der Zeit des Imperialismus repräsentierte das Anwesen die Beziehung zwischen Bhutan und Britisch-Indien, heute ist es ein Symbol für die Bhutanisch–Indischen Beziehungen.
Das Anwesen ist das Heim der königlichen Großmutter Ashi Kesang Choden Wangchuck, der Großmutter des derzeitigen Königs von Bhutan, Druk Gyalpo Jigme Khesar Namgyal Wangchuck.

## Gebäude und Anwesen
Das Anwesen befindet sich im Gebiet von Kalimpong, an der Rishi Road, zwischen den Meilenmarken der 10th und 12th miles, gerade vor der Gabelung. Das Anwesen ist Engezäunt und eine Privatstraße führt zu dem steinernen, doppelstöckigen viktorianischen Gebäude. Im Landschaftspark steht eine kleine Stupa, in welcher die Asche der Ayi Thubten Wongmo aufbewahrt wird, und ein weißer Chörten zum Andenken an die Rani Chuni. Das Bhutan House blickt über den Relli River in einem tief eingeschnittenen Tal.
Das Interieur ist bestimmt von dunklem Holz. Im Erdgeschoss gibt es einen Warteraum für Gäste und den Speisesaal. Im Obergeschoss befinden sich die Schlafräume und ein Raum für den Familienaltar. Der Raum der Rani Chuni ist im Originalzustand belassen mit bhutanischen Chodem’ (geschnitzte Tische), gewobenen Stoffen, Büchern und Artefakten.
Insgesamt hat das Haupthaus mehr als ein Dutzend Räume, inklusive einer langen Wandelhalle auf jedem Stockwerk. Das abgeteilte Küchenhaus ist ebenfalls zweistöckig und mit dem Haupthaus durch eine kleine Brücke verbunden. Ein Lhakhang (Buddhistischer Tempel) befindet sich ebenfalls auf dem Gelände.

## Geschichte
Das Grundstück, auf dem Bhutan House entstand, wurde 1865 vom Königreich Bhutan an Britisch-Indien abgetreten. Am Ende des Bhutankrieges gehörte dies zu den Bedingungen des Vertrag von Sinchula. Das Land wurde 1916 eine Subdivision von Darjeeling und wurde als Teil einer Hill Station (Militärstützpunkt) genutzt.
1910 nahm der Political Officer für Sikkim, der Tibetologe Sir Charles Alfred Bell, Bhutan in die Pflicht und verfasste den Vertrag von Punakha und andere Übereinkünfte, welche den Briten Land in Motithang (Thimphu) und eine Hill Station zwischen Chukha und Thimphu zusprach und im Gegenzug Bhutan ein Gebiet von Kalimpong, außerdem wurden die per annum-Zahlungen der Briten an Bhutan verdoppelt. Bhutan House selbst wurde von der Familie Dorji gebaut als Gästehaus für den 13. Dalai Lama, Thubten Gyatsho (Ngawang Lobsang Thupten Gyatso Jigdral Chokley Namgyal). Das Gelände wurde von Chogley Yeshey Ngodrup bei seiner Rückkehr von einer Pilgerfahrt nach Bodhgaya geweiht.

### Die Familie Dorji
Die einflussreiche Familie Dorji kam durch ihre Bindungen an die Familie Wangchuck und ihre Beziehungen zu den Briten an die Macht. Kazi Ugyen Dorji hatte den späteren ersten König Ugyen Wangchuck beraten, so dass er zwischen dem British Empire und Tibet vermittelte, und es war Kazi Dorji, der auch für die umfangreiche Ansiedlung von Lhotshampa (so genannte nepalesische Bhutaner) sorgte. Während der frühen Jahre, in denen die Dorji-Familie an der Macht war, dienten Mitglieder der Familie als gongzim (Chief Minister/Chief Chamberlain). Offizielle Residenz war Bhutan House.
Kazi Ugyen Dorji bestellte das Land und nutzte die vorteilhafte Lage an der Handelsroute durch Kalimpong. 1898 nahm er offiziell die Rolle als Trade Agent und Vermittler zwischen dem British Empire und Tibet ein. Das Anwesen mit seinen gut ausgestatteten Ställen spielte eine wichtige Rolle für die Entwicklung der Stadt und des Handels in Kalimpong.
Von Bhutan House aus fungierte auch Raja Sonam Topgay Dorji („Topgay Raja“, CIE) als Trade Agent für die Regierung von Bhutan. Außerdem fungierte er lange Zeit als Premierminister, Außenminister und Gesandter in Indien. Durch diese Position als Handelsvermittler häufte die Dorji-Familie Reichtum an, der nach Berichten größer war, als das Vermögen der königlichen Familie. Topgay Raja heiratete eine sikkimesische Prinzessin. Sein Sohn Jigme Palden Dorji wurde später wieder Premierminister. Ein anderer Sohn, Ugyen, wurde als kleiner Junge schon zum Lama designiert.
Von Bhutan House aus regierte Sonam Topgay Dorji auch als Gouverneur des Distrikts Haa (1917–1924), welcher damals direkt an das Anwesen angrenzte. Und Sonam Topgay Dorji starb in Bhutan House im September 1953. Der plötzliche Tod wurde als böses Omen angesehen. Die Familie glaubte an einen Fluch.
Nach zwei Generationen des wachsenden Einflusses heiratete die Schwester von Premierminister Jigme Palden Dorji, und Tochter von Topgay Raja, den dritten König von Bhutan Jigme Dorji Wangchuck. Es entstand eine neue Beziehungsebene, die so mächtig war, dass es zu Spannungen mit anderen bhutanesischen Familien kam. Die Gesellschaft war gespalten zwischen pro-modernistischen und pro-monarchistischen Lagern.

## Außenpolitik
Aufgrund des Einflusses der Familie Dorji und der Sprachkompetenz ihrer Mitglieder in englischer Sprache war Bhutan House lange Zeit der einzige Kanal für die Kommunikation zwischen der Regierung von Bhutan und der Außenwelt. Topgays professionelle und persönliche Kontakte mit Indien waren von unschätzbarem Wert für Bhutan, als Indien die Unabhängigkeit vom British Empire errang. Dadurch war es möglich die Gesellschaft zu modernisieren und zu entwickeln.
Bhutan House war auch ganz natürlich der Ort für soziale Begegnungen zwischen Bhutan und seiner sikkimischen Bevölkerung und später der indischen Nachbarn. Vor allem die rauschenden Losar-Parties (Neujahrs-Parties) mit tibetanischen Tänzen und Cham-Aufführungen trugen zur Völkerverständigung bei.
Von Bhutan House förderte die Familie Dorji westlichen Bildung unter der Jugend von Bhutan und bereitete den Weg für Bildungsreformen unter dem dritten König. Das Anwesen verfügt auch über eine eigene Radiostation zur Radioübertragung nach Bhutan.

### Beziehungen zu Tibet

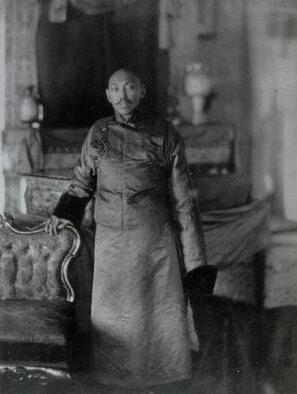
Der 13. Dalai Lama in Bhutan House.

Kalimpong hatte eine wichtige Rolle als Handelszentrum und heim für zahlreiche tibetische Exilanten. Bhutan House ist außerdem unter Tibetern berühmt aufgrund seiner Verbindung mit den Dalai Lamas.
1912 lebte der damalige 13. Dalai Lama, Thubten Gyatso, drei Monate lang im neu erbauten Haus als Gast des Raja Kazi Ugyen Dorji und dessen Schwester Ayi Thubten Wongmo. Der Dalai Lama bezeichnete das Gebäude als Migyur Ngonga Phodrang („Palast der unwandelbaren Freude“ oder „Palast der unwandelbaren höchsten Freude“) und schenkte dem Haushalt mehrere Altäre und geweihte Statuetten, sowie zahlreiche wertvolle religiöse und säkulare Gewänder. Als der Dalai Lama nach Tibet zurückgekehrt war, sandte er eine große vergoldete Bronzestatue von sich für den zugehörigen Lhakhang, welchen er als Dechen Gatsal („Fröhlicher Garten der Großen Wonne“) bezeichnete. Im Gegenzug hatte der Haushalt dem Dalai Lama Silber geschenkt, welches für die Produktion einer Statue des tausendarmigen und tausendäugigen Avalokiteshvara (Chenrezi Chatong Chentong) in Lhasa, welche der Dalai Lama anfertigen lassen hatte. Nach dem Tod seines Gastgebers schenkte der Dalai Lama der Familie Dorji ein kashog (Offizielles Schreiben), geschrieben auf gelber Seide und gesiegelt mit seinem Mahamudra (Großsiegel); in diesem kashog drückte der dalai Lama seine Dankbarkeit für die Gastfreundschaft aus, die er im Bhutan House erfahren hatte und für die Bemühungen der Familie  Dorji dem tibetischen Volk zu helfen. Aufgrund dieser Verbindung ist Bhutan House bei Tibetern noch immer als Migyur Ngonga Phodrang bekannt.
1957 hielt sich der gegenwärtige 14. Dalai Lama Tenzin Gyatso ebenfalls eine Woche lang im Bhutan House auf, als er in Indien zu einem Treffen mit dem damaligen Premierminister Jawaharlal Nehru war.